# Goulles
 Goulles  (en occitano Golas) es una comuna  y población de Francia, en la región de Lemosín, departamento de Corrèze, en el distrito de Tulle y cantón de Mercoeur.
Su población en el censo de 2008 era de 352 habitantes.
No está integrada en ninguna Communauté de communes.

## Demografía
| 516 | 548 | 524 | 481 | 413 | 333 | 352 |
| Para los censos de 1962 a 1999 la población legal corresponde a la población sin duplicidades (Fuente: INSEE [Consultar]) |     |     |     |     |     |     |